# 95. deželnojurišna pehotna divizija (Avstro-Ogrska)
95. deželnojurišna pehotna divizija (izvirno nemško 95. Landsturm-Infanterie-Division) je bila pehotna divizija avstro-ogrske kopenske vojske, ki je bila aktivna med prvo svetovno vojno.

## Zgodovina
Divizija je obstajala med avgustom in septembrom 1914, nato pa je bila preoblikovana v 95. deželnojurišno pehotno brigado.

## Poveljstvo
Poveljniki 
- Artur von Richard-Rostoczil: avgust - september 1914